# Championnat de France féminin de football 1975-1976
Navigation
Édition précédente Édition suivante
Le Division 1 1975-1976  est la 2e édition du championnat de France féminin de football. Le premier niveau national du championnat féminin oppose dix-huit clubs français répartis dans quatre groupes de quatre et cinq équipes, en une série de six et huit rencontres jouées durant la saison de football. Les meilleures équipes de chaque groupe sont qualifiées pour les demi-finales de la compétition. La phase finale consiste en deux tours de confrontations directes aller-retour.
Les dernières places de chaque groupe du championnat sont synonymes de relégation en division inférieure.
Lors de l'exercice précédent, l'AS Pusignan, le Stade quimperois, l'AS Étrœungt, l'Olympique de Marseille, l'US Colomiers, l'US Blanzy-Montceau et le FC Yonnais, ont gagné le droit d'évoluer à ce niveau après avoir remporté leurs compétitions régionales respectives.
À l'issue de la saison, le Stade de Reims décroche le deuxième titre de champion de France de son histoire en battant en finale le FC Rouen, sur le score cumulé de huit buts à un.

## Participants
Ces tableaux présentent les dix-huit équipes qualifiées pour disputer le championnat 1975-1976. On y trouve le nom des clubs, la date de création du club, l'année de la dernière montée au sein de l'élite, le nom des stades ainsi que la capacité de ces derniers.
Le championnat comprend quatre groupes de quatre et cinq équipes.
Légende des couleurs
- Champion de Division 1 la saison précédente.
- Promu de Division d'Honneur.

| Nom du club    | Date de création | Dernière montée | Stade              | Capacité | Vict. |
| -------------- | ---------------- | --------------- | ------------------ | -------- | ----- |
| FC Vendenheim  | 1974             | -               | Stade Waldeck      | -        | /     |
| Stade de Reims | 1968             | -               | -                  | -        | 1     |
| FC Metz        | -                | -               | -                  | -        | /     |
| AS Valentigney | -                | -               | Stade des Longines | -        | /     |

| Nom du club    | Date de création | Dernière montée | Stade                          | Capacité | Vict. |
| -------------- | ---------------- | --------------- | ------------------------------ | -------- | ----- |
| FC Rouen       | 1970             | -               | Stade de la Ferme              | -        | /     |
| VGA Saint-Maur | 1968             | -               | Stade Adolphe-Chéron           | -        | /     |
| AS Étrœungt    | -                | 1975            | -                              | -        | /     |
| AS Orléans     | 1970             | -               | -                              | -        | /     |
| ESF Vitry      | 1969 -           | -               | Parc omnisports Fabien Ghiloni | -        | /     |

| Nom du club   | Date de création | Dernière montée | Stade                 | Capacité | Vict. |
| ------------- | ---------------- | --------------- | --------------------- | -------- | ----- |
| FF Quimper    | 1971             | 1975            | Stade de Kerhuel      | 5 050    | /     |
| Bergerac Foot | -                | -               | -                     | -        | /     |
| Limoges FC    |                  | -               | Stade du Mas Loge     | -        | /     |
| FC Yonnais    | -                | 1975            | Stade Henri-Desgrange | -        | /     |

| Nom du club            | Date de création | Dernière montée | Stade                   | Capacité | Vict. |
| ---------------------- | ---------------- | --------------- | ----------------------- | -------- | ----- |
| US Colomiers           | -                | 1975            | Stade Bertrand Andrieux | -        | /     |
| Olympique de Marseille |                  | 1975            | Stade de la Pépinière   | -        | /     |
| AS Romagnat            | -                | -               | -                       | -        | /     |
| AS Pusignan            | -                | 1975            | -                       | -        | /     |
| US Blanzy-Montceau     | 1973             | 1975            | Stade des Alouettes     | 6 000    | /     |

Localisation des clubs engagés dans le championnat
| \| FC Vendenheim Stade de Reims FC Metz AS Valentigney FC Rouen VGA Saint-Maur AS Étrœungt AS Orléans ESF Vitry Stade quimperois Bergerac Foot Limoges FC FC Yonnais US Colomiers Olympique de Marseille AS Romagnat AS Pusignan US Blanzy-Montceau \| |
| FC Vendenheim Stade de Reims FC Metz AS Valentigney FC Rouen VGA Saint-Maur AS Étrœungt AS Orléans ESF Vitry Stade quimperois Bergerac Foot Limoges FC FC Yonnais US Colomiers Olympique de Marseille AS Romagnat AS Pusignan US Blanzy-Montceau       |

## Compétition

### Premier Tour

#### Classements
Le classement est calculé avec le barème de points suivant : une victoire vaut deux points, le match nul un et la défaite zéro.
Critères de départage en cas d'égalité au classement :
1. classement aux points des matchs joués entre les clubs ex æquo ;
2. différence entre les buts marqués et les buts concédés par chacun d’eux au cours des matchs qui les ont opposés ;
3. différence entre les buts marqués et les buts concédés sur la totalité des matchs joués dans le championnat ;
4. plus grand nombre de buts marqués sur la totalité des matchs joués dans le championnat ;
5. en cas de nouvelle égalité, une rencontre supplémentaire aura lieu sur terrain neutre avec, éventuellement, l’épreuve des tirs au but.

| Rang | Équipe           | Pts | J | G | N | P | Bp | Bc | Diff |
| ---- | ---------------- | --- | - | - | - | - | -- | -- | ---- |
| 1    | Stade de Reims T | 6   | 3 | 3 | 0 | 0 | 13 | 0  | +13  |
| 2    | FC Metz          | 3   | 3 | 1 | 1 | 1 | 2  | 5  | -3   |
| 3    | AS Valentigney   | 2   | 3 | 1 | 0 | 2 | 2  | 6  | -4   |
| 4    | FC Vendenheim    | 1   | 3 | 0 | 1 | 2 | 1  | 4  | -3   |

|  | Qualifié pour les demi-finales. |
|  | Relégué en division inférieure. |
|  | T Tenant du titre. Pts points ; G victoires ; N match nuls ; P défaites Bp buts marqués ; Bc buts encaissés ; Diff différence de buts |

| Rang | Équipe         | Pts | J | G | N | P | Bp | Bc | Diff |
| ---- | -------------- | --- | - | - | - | - | -- | -- | ---- |
| 1    | FC Rouen       | 7   | 4 | 3 | 1 | 0 | 11 | 2  | +9   |
| 2    | ESF Vitry      | 6   | 4 | 3 | 0 | 1 | 8  | 8  | 0    |
| 3    | AS Étrœungt P  | 4   | 4 | 1 | 2 | 1 | 7  | 6  | +1   |
| 4    | AS Orléans     | 2   | 4 | 0 | 2 | 2 | 3  | 7  | -4   |
| 5    | VGA Saint-Maur | 1   | 4 | 0 | 1 | 3 | 4  | 10 | -6   |

|  | Qualifié pour les demi-finales. |
|  | Relégué en division inférieure. |
|  | P Promu de Division d'Honneur. Pts points ; G victoires ; N match nuls ; P défaites Bp buts marqués ; Bc buts encaissés ; Diff différence de buts |

| Rang | Équipe             | Pts | J | G | N | P | Bp | Bc | Diff |
| ---- | ------------------ | --- | - | - | - | - | -- | -- | ---- |
| 1    | Bergerac Foot      | 6   | 3 | 3 | 0 | 0 | 12 | 4  | +8   |
| 2    | Limoges FC         | 3   | 3 | 1 | 1 | 1 | 7  | 7  | 0    |
| 3    | Stade quimperois P | 3   | 3 | 1 | 1 | 1 | 4  | 5  | -1   |
| 4    | FC Yonnais P       | 0   | 3 | 0 | 0 | 3 | 1  | 8  | -7   |

|  | Qualifié pour les demi-finales. |
|  | Relégué en division inférieure. |
|  | P Promu de Division d'Honneur. Pts points ; G victoires ; N match nuls ; P défaites Bp buts marqués ; Bc buts encaissés ; Diff différence de buts |

| Rang | Équipe                   | Pts | J | G | N | P | Bp | Bc | Diff |
| ---- | ------------------------ | --- | - | - | - | - | -- | -- | ---- |
| 1    | AS Pusignan P            | 7   | 4 | 3 | 1 | 0 | 14 | 2  | +12  |
| 2    | Olympique de Marseille P | 5   | 4 | 2 | 1 | 1 | 5  | 2  | +3   |
| 3    | AS Romagnat              | 5   | 4 | 1 | 2 | 0 | 5  | 3  | +2   |
| 4    | US Colomiers P           | 3   | 4 | 1 | 0 | 3 | 2  | 8  | -6   |
| 5    | US Blanzy-Montceau P     | 1   | 4 | 0 | 1 | 3 | 1  | 12 | -11  |

|  | Qualifié pour les demi-finales. Rétrogradé administrativement.                                                                                    |
|  | Relégué en division inférieure ou rétrogradé administrativement.                                                                                  |
|  | P Promu de Division d'Honneur. Pts points ; G victoires ; N match nuls ; P défaites Bp buts marqués ; Bc buts encaissés ; Diff différence de buts |

#### Résultats
| 1re journée    | 1re journée | 1re journée    |
| Club           | Score       | Club           |
| -------------- | ----------- | -------------- |
| Stade de Reims | 4 - 0       | FC Metz        |
| AS Valentigney | 2 - 0       | FC Vendenheim  |
| 2e journée     |             |                |
| Club           | Score       | Club           |
| FC Vendenheim  | 0 - 4       | Stade de Reims |
| FC Metz        | 1 - 0       | AS Valentigney |
| 3e journée     |             |                |
| Club           | Score       | Club           |
| AS Valentigney | 0 - 5       | Stade de Reims |
| FC Metz        | 1 - 1       | FC Vendenheim  |

| 1re journée    | 1re journée | 1re journée    |
| Club           | Score       | Club           |
| -------------- | ----------- | -------------- |
| ESF Vitry      | 0 - 5       | FC Rouen       |
| VGA Saint-Maur | 0 - 3       | AS Étrœungt    |
| 2e journée     |             |                |
| Club           | Score       | Club           |
| AS Étrœungt    | 2 - 2       | AS Orléans     |
| FC Rouen       | 2 - 1       | VGA Saint-Maur |
| 3e journée     |             |                |
| Club           | Score       | Club           |
| AS Orléans     | 0 - 3       | FC Rouen       |
| VGA Saint-Maur | 2 - 4       | ESF Vitry      |
| 4e journée     |             |                |
| Club           | Score       | Club           |
| ESF Vitry      | 1 - 0       | AS Orléans     |
| FC Rouen       | 1 - 1       | AS Étrœungt    |
| 5e journée     |             |                |
| Club           | Score       | Club           |
| ESF Vitry      | 3 - 1       | AS Étrœungt    |
| AS Orléans     | 1 - 1       | VGA Saint-Maur |

| 1re journée      | 1re journée | 1re journée      |
| Club             | Score       | Club             |
| ---------------- | ----------- | ---------------- |
| Bergerac Foot    | 5 - 3       | Limoges FC       |
| Stade quimperois | 2 - 0       | FC Yonnais       |
| 2e journée       |             |                  |
| Club             | Score       | Club             |
| Stade quimperois | 1 - 4       | Bergerac Foot    |
| Limoges FC       | 3 - 1       | FC Yonnais       |
| 3e journée       |             |                  |
| Club             | Score       | Club             |
| Limoges FC       | 1 - 1       | Stade quimperois |
| FC Yonnais       | 0 - 3       | Bergerac Foot    |

| 1re journée            | 1re journée | 1re journée            |
| Club                   | Score       | Club                   |
| ---------------------- | ----------- | ---------------------- |
| AS Pusignan            | 5 - 1       | US Colomiers           |
| Olympique de Marseille | 1 - 1       | AS Romagnat            |
| 2e journée             |             |                        |
| Club                   | Score       | Club                   |
| US Colomiers           | 0 - 1       | Olympique de Marseille |
| AS Romagnat            | 1 - 1       | US Blanzy-Montceau     |
| 3e journée             |             |                        |
| Club                   | Score       | Club                   |
| Olympique de Marseille | 0 - 1       | AS Pusignan            |
| US Blanzy-Montceau     | 0 - 1       | US Colomiers           |
| 4e journée             |             |                        |
| Club                   | Score       | Club                   |
| US Colomiers           | 0 - 2       | AS Romagnat            |
| AS Pusignan            | 7 - 0       | US Blanzy-Montceau     |
| 5e journée             |             |                        |
| Club                   | Score       | Club                   |
| AS Romagnat            | 1 - 1       | AS Pusignan            |
| US Blanzy-Montceau     | 0 - 3       | Olympique de Marseille |

Source :
- Match en retard (US Blanzy-Olympique de Marseille) : France Football, No 1557 du 10 février 1976, p. 24

### Phase finale
|  |                        |                        |               |               |                |                |   |   |  |  |  |  |  |  |  |  |
|  |                        |                        |               |               |                |                |   |   |  |  |  |  |  |  |  |  |
|  |                        |                        |               |               |                |                |   |   |  |  |  |  |  |  |  |  |
|  |                        |                        |               |               |                |                |   |   |  |  |  |  |  |  |  |  |
|  | Olympique de Marseille | Olympique de Marseille | 0             | 0             |                |                |   |   |  |  |  |  |  |  |  |  |
|  | Olympique de Marseille | Olympique de Marseille | 0             | 0             |                |                |   |   |  |  |  |  |  |  |  |  |
|  | Stade de Reims         | Stade de Reims         | 5             | 1             |                |                |   |   |  |  |  |  |  |  |  |  |
|  | Stade de Reims         | Stade de Reims         | 5             | 1             | Stade de Reims | Stade de Reims | 5 | 3 |  |  |  |  |  |  |  |  |
|  |                        |                        |               |               | Stade de Reims | Stade de Reims | 5 | 3 |  |  |  |  |  |  |  |  |
|  |                        |                        | Bergerac Foot | Bergerac Foot | 0              | 0              |   |   |  |  |  |  |  |  |  |  |
|  | ESF Vitry              | ESF Vitry              | Bergerac Foot | Bergerac Foot | 0              | 0              | 0 | 0 |  |  |  |  |  |  |  |  |
|  | ESF Vitry              | ESF Vitry              |               |               |                |                |   | 0 |  |  |  |  |  |  |  |  |
|  | Bergerac Foot          | Bergerac Foot          | 0             | 2             |                |                |   |   |  |  |  |  |  |  |  |  |
|  | Bergerac Foot          | Bergerac Foot          | 0             | 2             | Stade de Reims | Stade de Reims | 4 | 4 |  |  |  |  |  |  |  |  |
|  |                        |                        |               |               | Stade de Reims | Stade de Reims | 4 | 4 |  |  |  |  |  |  |  |  |
|  |                        |                        | FC Rouen      | FC Rouen      | 1              | 0              |   |   |  |  |  |  |  |  |  |  |
|  | FC Metz                | FC Metz                | FC Rouen      | FC Rouen      | 1              | 0              | 0 | 1 |  |  |  |  |  |  |  |  |
|  | FC Metz                | FC Metz                |               |               |                |                |   |   |  |  |  |  |  |  |  |  |
|  | AS Pusignan            | AS Pusignan            | 2             | 5             |                |                |   |   |  |  |  |  |  |  |  |  |
|  | AS Pusignan            | AS Pusignan            | 2             | 5             | AS Pusignan    | AS Pusignan    | 0 | 2 |  |  |  |  |  |  |  |  |
|  |                        |                        |               |               | AS Pusignan    | AS Pusignan    | 0 | 2 |  |  |  |  |  |  |  |  |
|  |                        |                        | FC Rouen      | FC Rouen      | 1              | 4              |   |   |  |  |  |  |  |  |  |  |
|  | FC Rouen               | FC Rouen               | FC Rouen      | FC Rouen      | 1              | 4              | 1 | 2 |  |  |  |  |  |  |  |  |
|  | FC Rouen               | FC Rouen               |               |               |                |                |   | 2 |  |  |  |  |  |  |  |  |
|  | Limoges FC             | Limoges FC             | 0             | 1             |                |                |   |   |  |  |  |  |  |  |  |  |
|  | Limoges FC             | Limoges FC             | 0             | 1             |                |                |   |   |  |  |  |  |  |  |  |  |
|  |                        |                        |               |               |                |                |   |   |  |  |  |  |  |  |  |  |

Sources : 
- Quarts de finale retour : France Football, No 1563 du 23 mars 1976, p. 27

## Bilan de la saison
| Championnat de France féminin de football 1975-1976 |                           |
| Champion                                            | Stade de Reims (2e titre) |
| Dauphin                                             | FC Rouen                  |
| Promotions et relégations                           |                           |
| Promus en Division 1                                | ES Arpajonnaise           |
| Promus en Division 1                                | ASPTT Bordeaux            |
| Promus en Division 1                                | SO Châtelleraudais        |
| Promus en Division 1                                | ES Juvisy-sur-Orge        |
| Promus en Division 1                                | Caluire SCSC              |
| Promus en Division 1                                | US Montfaucon             |
| Promus en Division 1                                | AS Nancy-Lorraine         |
| Relégués en Division d'Honneur                      | US Blanzy-Montceau        |
| Relégués en Division d'Honneur                      | AS Pusignan               |
| Relégués en Division d'Honneur                      | AS Romagnat               |
| Relégués en Division d'Honneur                      | VGA Saint-Maur            |
| Relégués en Division d'Honneur                      | FC Yonnais                |